# Miyu Matsuki
Miyu Matsuki (松来 未祐, Matsuki Miyu) née Mieko Matsuki (松木 美愛子, Matsuki Mieko) est une comédienne de doublage japonaise (seiyū) née le 14 septembre 1977 à Kure dans la préfecture de Hiroshima au Japon, et décédée le 27 octobre 2015 d'un lymphome causé par l'infection chronique active à EBV,.

## Rôles notables
- Flora dans Claymore
- Yoriko Serizawa dans D.C
- Magical Sapphire dans Fate/kaleid liner Prisma Illya
- Kuko dans Haiyore! Nyaruko-san
- Isumi Saginomiya dans Hayate the Combat Butler
- Yoshinoya-sensei dans Hidamari Sketch
- Shaton dans MÄR Heaven
- Asami Igarashi dans MEZZO
- Media dans Pani poni dash!
- Choppy dans Pretty Cure Splash Star
- Harumi Fujiyoshi dans Sayonara Monsieur Désespoir
- Riri dans SD Gundam Force
- Anna Nishikinomiya dans Shimoneta to iu gainen ga sonzai shinai taikutsu na sekai
- Hikari Konohana dans Strawberry Panic!